# Froukje Veenstra

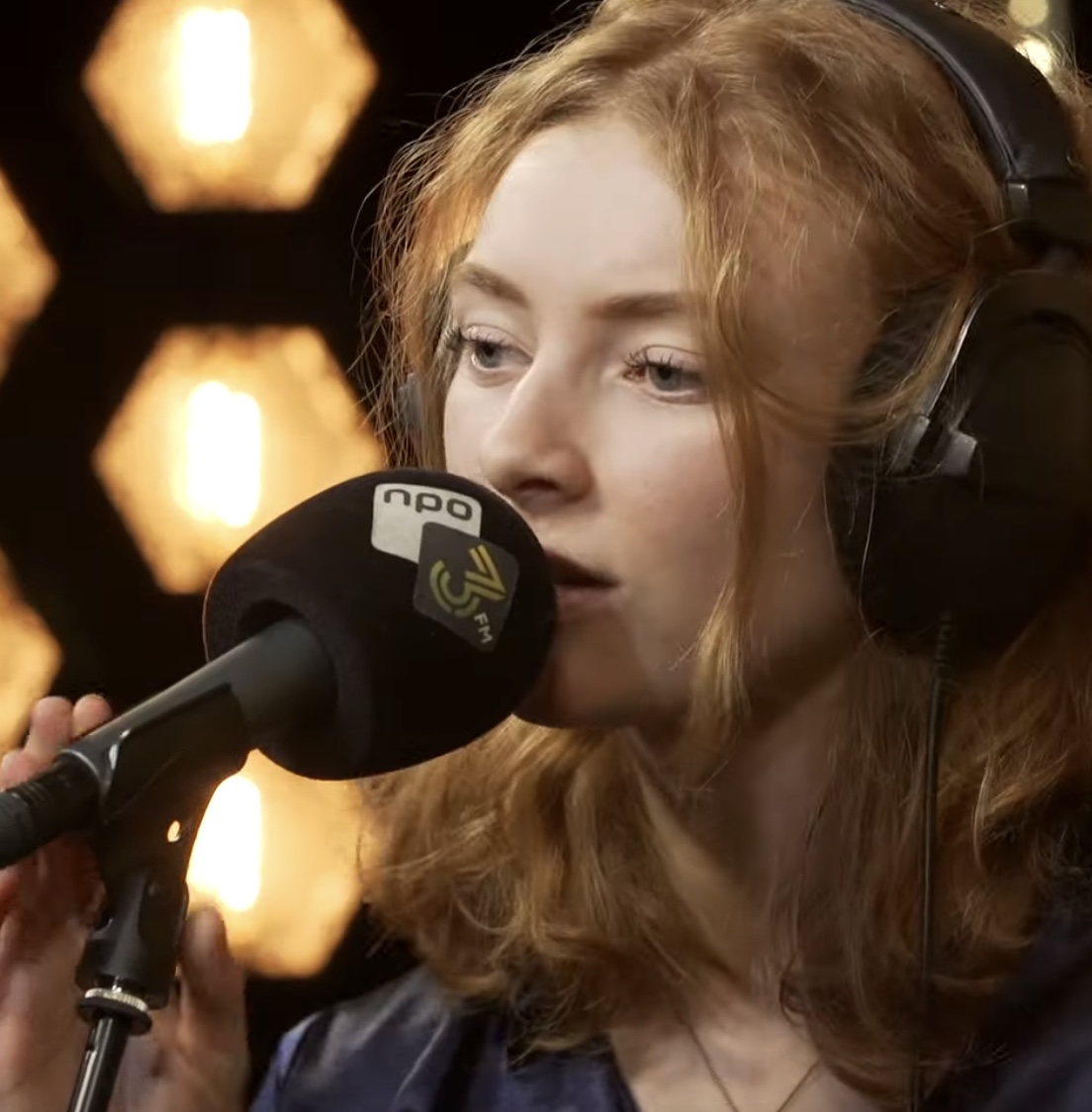
Froukje bij 3FM in 2020

Froukje Veenstra, kortweg Froukje (Nieuwkoop, 4 september 2001) is een Nederlandse singer-songwriter.

## Biografie
Froukje Veenstra komt uit een muzikaal onderwijzersgezin.  Al vroeg zong ze met haar vader en zus in 'Ginger Squad' bij allerlei gelegenheden en in bandjes zoals Chicks & Wings, waarbij ze ook af en toe drumde. Bij die optredens zong ze voornamelijk covers.
Eind jaren 2010 begon Veenstra aan een studie aan het Rotterdams Conservatorium (Codarts), afdeling songwriting. Begin 2020 brak ze door, waarbij de coronacrisis haar studie bemoeilijkte en optredens onmogelijk maakte. Wel zong ze tijdens Kaleidoscope van Wende Snijders in Koninklijk Theater Carré, en voor een lege Oosterpoort voor de digitale versie van Noorderslag.
Veenstra componeert haar eigen muziek met hulp van laptop, gitaar of toetsinstrument. Haar teksten zijn beïnvloed door Maarten van Roozendaal en Theo Nijland, die vaak thuis werden gedraaid. Verdere inspiraties zijn Eefje de Visser, Typhoon en Stromae.

### Carrière
Haar eerste lied, Groter dan ik uit 2020, was een protestlied tegen de klimaatcrisis, en werd  1,7 miljoen keer gestreamd. Met Pepijn Lanen, Leon Palmen en Jens van der Meij schreef ze de single Onbezonnen, die in januari 2021 werd uitgebracht en het schopte tot 3FM Megahit, en tot de achtste positie in de Mega Top 30. De single had verder noteringen in de tipparade van de Nederlandse Top 40, de Single Tiplijst van Dutchcharts en de Vlaamse Ultratop 50. Het liedje komt van de gelijktijdig  uitgebrachte ep Licht en donker, met in totaal zes liedjes. In april 2021 won Veenstra de 3FM Talent Award.
Een in oktober 2021 aangekondigde tour in Nederland en België werd afgelast vanwege toenemende coronabesmettingen. Veenstra verzorgde eind november 2021 het voorprogramma van de Belgische band Bazart in de Lotto Arena, haar vuurdoop voor een groot publiek. In 2022 stond Veenstra op Pinkpop, Pukkelpop, Best Kept Secret, Concert at Sea en Lowlands. Op 15 oktober 2022 stond ze in een uitverkochte AFAS Live, haar grootste soloshow tot nu toe. In de AFAS Live speelde ze enkele liedjes, samen met S10, waarmee ze ook het nummer Zonder gezicht uitbracht.
In 2023 was Veenstra een van de Ambassadeurs van de Vrijheid tijdens Bevrijdingsdag. Op 5 mei trad ze op bij de bevrijdingsfestivals in Zwolle en Den Haag, een gepland optreden in Groningen ging niet door vanwege slecht weer. Ook was ze te zien in Haarlem bij Bevrijdingspop, in Ewijk bij Down The Rabbit Hole en in Biddinghuizen bij Lowlands. In januari 2024 bracht Veenstra haar debuutalbum Noodzakelijk verdriet uit. Eerder verschenen de singles Als ik God was, Naar het licht en Houden van mij, afkomstig van deze plaat. Shows werden aangekondigd in Nederland en België ter promotie van het nieuwe album. In de zomer van 2024 debuteerde Veenstra op het Hello Festival en de Zwarte Cross.

### Privé
Veenstra is openlijk biseksueel.

## Prijzen
- 2021: 3voor12 Song van het Jaar 2021 voor Ik wil dansen[13]
- 2021: Buma NL Award - Alternatief Album[14]
- 2021: 3FM Talent Award 2021[15]
- 2021: ESNS Kickstart Award[16]
- 2022: 3FM Award in de categorie beste artiest[17]
- 2022: Edison in de categorie Alternative voor het album Licht en donker[18]
- 2022: 3voor12 Song van het Jaar 2022 voor Zonder gezicht (met S10)[19]
- 2023: Edison in de categorie Alternative voor haar album Uitzinnig[20]
- 2023: 3voor12 Song van het Jaar 2023 voor Als ik God was
- 2024: 3FM Award in de categorie beste song voor Kwijt, en in de categorie beste album voor Noodzakelijk verdriet[21]
- 2024: 3voor12 Award voor haar album Noodzakelijk verdriet
- 2024: 3voor12 Song van het jaar 2024 voor Ik haat hem voor jou (met S10)[22]
- 2025: 3FM Award in de categorie beste artiest, en in de categorie beste samenwerking met S10 voor het nummer Ik haat hem voor jou[23]
- 2025: Edison in de categorie beste album voor Noodzakelijk verdriet[24]